# Беззвучна мъжечна преградна съгласна
Беззвучната мъжечна преградна съгласна е вид съгласен звук, използван в някои говорими езици. В Международната фонетична азбука той се отбелязва със символа q. Близък е до звука, обозначаван с „к“ в българския, но с по-задно учленяване.
Беззвучната мъжечна преградна съгласна се използва в езици като арабски (قط, [qitˤː]), персийски (قورباغه, [quːrbɒɣe]), хинди (बर्क़, [bərq]).